# 新民镇 (奉节县)
新民镇，是中华人民共和国重庆市奉节县下辖的一个乡镇级行政单位。

## 行政区划
新民镇下辖以下地区：
观音庵社区、九树社区、柏木村、长棚村、中岭村、新坝村、北庄村、祖师村、李湾村、中兴村、伞坪村和中台村。